# Flughafen Shillong

i8
i11
i13
Der ca. 887 m hoch in den südlichen Ausläufern des Himalaya gelegene Flughafen Shillong (englisch Shillong Airport, auch Umroi Airport, IATA-Code: SHL, ICAO-Code: VEBI) ist ein nationaler Flughafen ca. 30 km (Fahrtstrecke) nördlich der Großstadt Shillong im Bundesstaat Meghalaya im Nordosten Indiens. Der Flughafen liegt in einer der regenstärksten Regionen (ca. 3500 mm/Jahr) des indischen Subkontinents.

## Geschichte
Der Shillong bzw. Umroi Airport wurde in den 1960er und 1970er Jahren gebaut beim Ort Umroi gebaut; er dient jedoch hauptsächlich der Anbindung der Großstadt Shillong, der Hauptstadt des Bundesstaats Meghalaya, an das indische Linienflugnetz. 

## Verbindungen
Verschiedene indische Fluggesellschaften betreiben täglich stattfindende Linienflüge nach Kalkutta; regionale Flüge nach Agartala, Aizawl und Imphal sowie zu anderen Zielen im Nordosten Indiens finden nur ein- bis zweimal wöchentlich statt.

## Sonstiges
- Betreiber des Flughafens ist die Airports Authority of India.
- Es gibt eine mit ILS ausgestattete Start-/Landebahn von 1829 m Länge, die nur das Starten und Landen von Turboprop-Maschinen (z. B. ATR-72) erlaubt.